# Urophorus humeralis
Urophorus humeralis är en skalbaggsart som först beskrevs av Fabricius 1798.  Urophorus humeralis ingår i släktet Urophorus och familjen glansbaggar. Inga underarter finns listade i Catalogue of Life.